# TCW Tower
La TCW Tower è un grattacielo  di Los Angeles, negli Stati Uniti. È stato completato nel 1990 ed ha 39 piani. L'edificio, progettato da Albert C. Martin & Associates, è attualmente il diciannovesimo grattacielo più alto della città e ospita la sede della società di investimenti Trust Company of the West.